# Мыкола Шпак
Мыкола Шпак (настоящее имя Николай Ипполитович Шпаковский; 23 февраля 1909, Липки — июль 1942, Киев) — украинский советский поэт и переводчик, партизан времён Великой Отечественной войны.

## Биография
Родился в селе Липки (ныне Попельнянского района) Житомирской области в бедной крестьянской семье. Семья имела шляхетское происхождение и принадлежала к гербу Одынец.
Образование получил в Киевском сельскохозяйственном институте, затем в Запорожском институте профобразования. После начала Великой Отечественной войны Шпак некоторое время работал на радио, писал статьи для газет и антинацистские листовки под псевдонимом Полип Комашка, а вскоре в рядах Советской армии сражался с немцами под Киевом, где оказался в окружении и попал в плен. Был помещён в нацистский концлагерь, но сумел бежать и добраться до уже оккупированного Киева, откуда затем добрался до Житомирщины, где организовал подпольную группу сопротивления и на её основе — партизанский отряд «За свободу». Поэт надеялся на установление связи с киевским подпольем, однако его выдали полицаям. 19 июля 1942 Мыколу Шпака схватили гестаповцы, и вскоре он был казнён. В Киеве жил в доме писателей Ролит, где ему установлена памятная доска.

## Творчество
Дебютировал в печати своими стихами в 1926 году. Вместе с Ю. Костюком работал в Запорожье над образованием межрайонной группы «Молодняка» Запорожье-Днепрельстан. Принадлежал также определённое время в литературной организации «ЛОКАФ». Работал в редакциях газет.
До войны вышли сборники стихов Шпака «Рапорт наркому» (1933), «В дозоре» (1934), «Моя любовь» (1936), «Богатство» (1938), «Сила земная» (1940), главной тематикой которых была героизация комсомольского труда. Работал также в жанре детской литературы: «Сказка о горе, потопленном в море», «Сон Захарки», «Сказка про лютого царя и мудрую вдову»; пробовал себя также в прозаическом жанре и совершенствовал собственную художественную стилистику в области художественного перевода (переводил произведения В. Маяковского, Н. Огарева, А. Полежаева, К. Хетагурова и др.).
После смерти писателя выходили его избранные произведения в следующих изданиях: «Стихотворения» (1946), «Рожь красуются» (1947), «Избранные стихи» (1950, 1952, 1956, 1967, 1979).

## Память
- Именем Мыколы Шпака названа улица в Радянском районе (сейчас Шевченковский) г. Киева.
- В Киеве на доме писателей Ролит, где в 1935—1941 годах проживал поэт, ему установлена мемориальная доска.